# Ходячий замок (аниме)
«Ходячий за́мок» (яп. ハウルの動く城 Хауру но угоку сиро, букв. «Движущийся замок Хаула») — полнометражный мультипликационный фильм, выпущенный студией Ghibli в 2004 году. Создан японским режиссёром Хаяо Миядзаки по мотивам одноимённого сказочного романа английской писательницы Дианы Уинн Джонс. Был номинирован на 78-ю премию «Оскар» (2006) за «лучший анимационный полнометражный фильм», но уступил мультфильму «Уоллес и Громит: Проклятие кролика-оборотня». По словам Миядзаки, прообраз замка Хаула — избушка на курьих ножках из русского фольклора.

## Сюжет
Скромная жизнь шляпницы Софи полностью изменяется, когда в окрестностях её города появляется ходячий замок таинственного волшебника Хаула, известного своими «похищениями» девичьих сердец. Спасённая этим голубоглазым юношей от приставаний двух военных, она влюбляется в него. Однако волнующая прогулка с ним обходится юной шляпнице её красотой и молодостью.
Вечером, в день встречи Софи с Хаулом, в доме Софи приходит ревнивая Ведьма Пустоши, которая превращает девушку в старуху. Это событие заставляет Софи покинуть родной дом и в отчаянии отправиться в Дикую Пустошь, которая пользуется дурной славой, чтобы снять с себя проклятие. По дороге ей попадается заколдованное огородное пугало Пугало-Репка (сделанное из частей других людей, изначально помощник Болотной Ведьмы, позже ставшее на сторону Софи), которое дарит Софи трость и помогает ей попасть в странное сооружение — замок Хаула. 
Софи в облике бабушки, не спрашивая разрешения хозяина, самовольно становится уборщицей странного гигантского дома на стальных «курьих ножках». Со временем она обретает в замке пусть и немного странную, но настоящую семью. В замке живут: огненный демон — Кальцифер (в прошлом – падающая звезда, яркого сине-зелёного цвета с лиловыми клыками, остаётся живым благодаря сердцу Хоула), ученик Хаула — Маркл (мальчик-подмастерье 15 лет, вежливый, высокий, тёмноволосый сирота), а также сам Хаул — могущественный юный волшебник и хозяин замка. 
Софи желает снять проклятие Ведьмы Пустоши, но даже сама ведьма, наложившая чары, не может этого сделать. Также выясняется, что заклятия лежат и на самом Хауле, и на Кальцифере, и на Пугале-Репке, и даже на Ведьме Пустоши. Чтобы разгадать тайны проклятий и снять их, героям приходится пройти через множество испытаний и приключений.

### Главные персонажи

Софи (слева) и Хаул (справа) во время их первой встречи

Софи Хаттер (яп. ソフィー・ハッター Софи: Хатта:) — главная героиня фильма, трудолюбивая и скромная восемнадцатилетняя девушка, с длинной золотисто-рыжей косой, работающая в шляпном магазине. Она считает себя простушкой и некрасивой «серой мышкой». Её бойкая младшая сестра Летти работает в «Цезари», лучшей пекарне-кафе в городе, где привлекает много клиентов своим очарованием. Все изменения происходят, когда Софи встречает загадочного волшебника Хаула, после чего Ведьма Пустоши накладывает на неё проклятие и превращает в дряхлую старушку. Истинный её возраст возвращается во время сна, а также, когда сердце девушки наполняется любовью. По мере развития сюжета, колдовство ослабевает и Софи постепенно становится моложе, в конце истории у снова молодой Софи остаются только седые и короткие волосы (она отдала свою косу Кальциферу). Пребывание на борту движущегося замка Хаула открывает перед ней совершенно новую жизнь и новые приключения. Порой ведёт себя безрассудно. Софи — типичный персонаж поздних фильмов Миядзаки: не блистающая красотой девушка с сильной волей и упорным характером, с достоинством преодолевающая сваливающиеся на неё неприятности и беды.
Сэйю: Тиэко Байсё
Хаул Дженкинс (яп. ハウル Хауру) — главный герой фильма, таинственный и привлекательный хозяин Ходячего замка, чародей, придворный маг Кингсбери. Могущественный волшебник, последний из учеников мадам Салиман. По слухам, Хаул пожирает сердца красивых девушек, но в действительности он — одинокий и могучий колдун, заключивший с демоном огня Кальцифером загадочную сделку. Когда «бабушка» Софи врывается в его жизнь, она сперва наводит чистоту в его замке, а позже пытается бороться с превращением Хаула в демона. Выясняется, что в детстве Хаул отдал своё сердце Кальциферу, в то время как Кальцифер стал его слугой. Со временем он делится с Софи своими самыми сокровенными тайнами и секретами, которые не доверял никому. В конце концов, они развеивают наложенные чары и становятся парой.
Сэйю: Такуя Кимура
Кальцифер (яп. カルシファー Карусифа:) — милый демон огня, живущий в очаге замка Хаула. Имеет вид живого огненного шара с круглыми глазами, вытянутым ртом и огненными руками. Питается пищей и дровами. Заключил договор с Хаулом: Кальцифер должен приводить в движение Ходячий замок без возможности покинуть его, а Хаул, в свою очередь, пользуется силами Кальцифера.
Сэйю: Тацуя Гасюин

## История создания

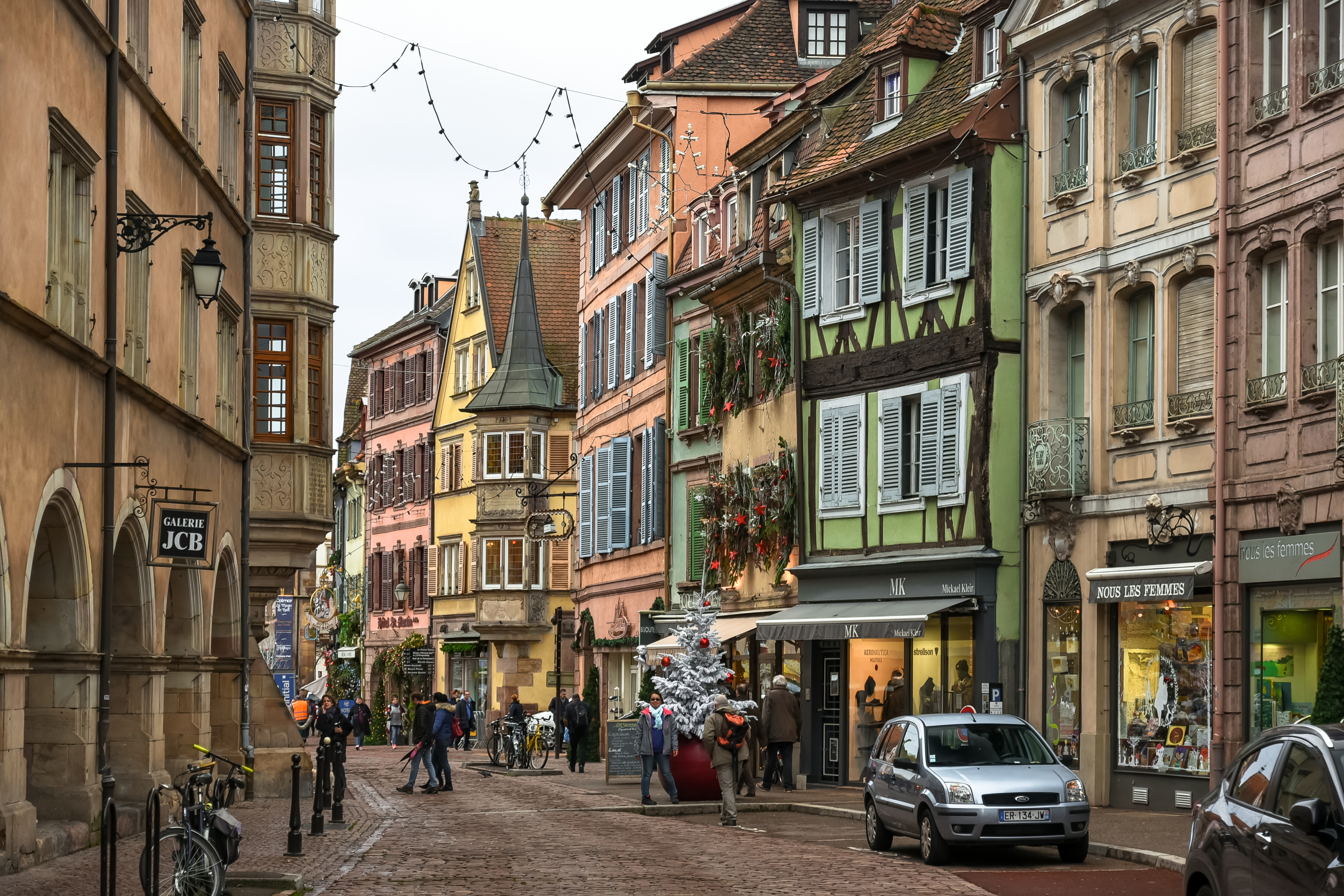
Архитектура исторического центра города Кольмар послужила основой для создания сеттинга фильма

В сентябре 2001 года студия «Гибли» анонсировала производство двух мультфильмов. Первой работой из списка должен был стать «Возвращение кота», вторым — адаптация повести «Ходячий замок» Дианы Уинн Джонс. Долго ходили слухи, что идея экранизации «Ходячего замка» пришла в голову Миядзаки во время посещения рождественской распродажи в Страсбурге. Изначально в качестве режиссёра мультфильма был выбран Мамору Хосода из студии Toei Animation, но тот оставил работу после того, как не нашёл интереса делать то, что просило от него руководство «Гибли». После некоторой паузы, в феврале 2003 года работа над мультфильмом продолжилась, когда Миядзаки принял решение лично поставить ленту.
Свойственно своей манере, для работы над лентой Миядзаки посетил города Кольмар и Риквир в области Эльзас во Франции, дабы изучить архитектуру и местность, применив её в качестве сеттинга ленты. Другим источником вдохновения Миядзаки стали иллюстрации Альбера Робиды. Также, будучи пацифистом, Миядзаки отмечал, что производство ленты было глубоко связано с Иракской войной.
Лента создавалась на компьютере, но фоны и персонажи рисовались вручную, а позже оцифровывались. Раскадровка состояла из 1400 сцен и была готова 16 января 2004 года. 25 июня того же года была готова черновая анимация.
Замок Хаула менялся и перестраивался несколько раз в течение фильма в ответ на ситуации и поведение Хаула. Основная конструкция замка состояла из более чем 80 элементов. Движение и перемещение элементов создавалось на компьютере.

## Выпуск
Мировые кассовые сборы фильма составили около 235 млн долларов США.

## Награды и номинации
- 2004 — премия «Золотая Озелла» на Венецианском кинофестивале[4]
- 2005 — премия Tokyo Anime Awards за лучший аниме-фильм
- 2006 — номинация на премию «MTV-Россия» за лучший анимационный фильм
- 2006 — номинация на премию «Оскар» за лучший анимационный фильм (Хаяо Миядзаки)[5]
- 2006 — номинация на премию «Сатурн» за лучший анимационный фильм
- 2006 — три номинации на премию «Энни»: лучший анимационный фильм, лучшая режиссура (Хаяо Миядзаки), лучший сценарий (Хаяо Миядзаки, Дональд Хьюитт, Синди Дэвис Хьюитт)
- 2006 — номинация на премию «Серебряная лента» Итальянского национального синдиката киножурналистов за лучшую режиссуру зарубежного фильма (Хаяо Миядзаки)
- 2007 — премия «Небьюла» за лучший сценарий (Хаяо Миядзаки, Дональд Хьюитт, Синди Дэвис Хьюитт)[6]

## Критика
Борис Иванов в рецензии на сайте Film.ru поставил 8 из 10 баллов. Если не знать фильмографию Миядзаки, можно подозревать, что режиссёр пытался «подольститься» к западной аудитории. Однако для него «Ходячий замок» был своего рода возвращением в прошлое, к «артистическим истокам». К сожалению критика, фильм стал жертвой «синдрома „Соляриса“», когда создатели не уважают оригинальное произведение и пытаются навязать его миру и персонажам свои собственные, решительно отличающиеся от первоисточника сюжетные идеи. Разница заключается в том, что произведение Дианы Уинн Джонс — романтическое фэнтези, выстроенное вокруг психологической эволюции Софи и Хаула. Никакой войны нет, все конфликты в книге — личные противостояния персонажей друг с другом и с внутренними недостатками. Миядзаки создал не романтическую комедию, а нечто вроде военной драмы, вдохновлённой его детскими воспоминаниями о Второй мировой. Это выглядит красиво и страшно, но война идейно и сюжетно не «рифмуется» с отношениями и сущностью героев. Оригинальный сюжет нужно было либо сохранить, либо намного радикальнее переработать, потому что в виде аниме «Ходячий замок» смотрится как «стол, кое-как сколоченный из икеевского дивана», где «и конструкция неуклюжая, и вокруг валяется много лишних деталей». От адаптации сильнее всего пострадало главное достояние книги — совместное духовное путешествие Софи и Хаула. В фильме героиня проделывает заметно более короткий эмоциональный путь, чем в романе, а Хаул почти не меняется, поскольку с самого начала предстаёт хотя и немного легкомысленным и неряшливым, но героическим и мудрым парнем, почти «идеальным принцем». В результате вместо психологически насыщенных конфликтов сюжет продвигают малозначимые события, а «врагом» в финале оказывается не могучая волшебница, а «выжившая из ума и ведущая себя с детской непосредственностью старуха». Несмотря на очевидные недостатки и несуразности сценария, «Ходячий замок» стоит смотреть «ради всего того, что у Миядзаки получилось: традиционных для студии Ghibli роскошной графики и великолепной анимации, душевной атмосферы, колоритных персонажей, эффектной магии, смешных шуток, исключительно удачных отдельных сцен, нарисованных со знанием дела сражений Софи с внезапно нахлынувшей старостью, замечательной музыки Дзё Хисаиси». Иванов особо выделил фантасмагорический замок, сюрреалистическую вариацию на тему «избушки на курьих ножках». Однако чем дольше перечисляются достоинства картины, «тем обиднее становится от того, что если бы режиссёр сочинил достойный сценарий, то „Ходячий замок“ вышел бы безупречным шедевром».